# Hùng Lân
Hùng Lân (1922 – 1986) là một nhạc sĩ Việt Nam, tác giả những ca khúc "Hè về", "Khỏe vì nước", "Việt Nam minh châu trời đông" (quốc ca của Đế quốc Việt Nam, đảng ca của Việt Nam Quốc Dân Đảng và Đại Việt Quốc dân Đảng). Ông cũng là một giáo sư giảng dạy âm nhạc và là người khởi xướng dùng tiếng Việt để hát thánh ca, ông cũng là tác giả đặt lời Việt cho bài "Silent Night" nổi tiếng với tựa đề Đêm thánh vô cùng.

## Thân thế
Hùng Lân tên thật là Hoàng Văn Cường, nhưng do nhầm lẫn, giấy khai sinh ghi là Hoàng Văn Hường, sau lại đổi là Hoàng Văn Hương. Ông sinh ngày 23 tháng 6 năm 1922 tại phố Phủ Doãn, Hoàn Kiếm, Hà Nội, trong một gia đình Công giáo. Ông là người con thứ 4 trong gia đình có 11 anh chị em. Mẹ ông là bà Nguyễn Thị Nhạ, người Phủ Lý, Hà Nam. Cha ông vốn là người họ Nguyễn, tên thật là Nguyễn Văn Thiện, người làng Hương Điền (?), tỉnh Sa Đéc. Vốn ông nội của ông là Nguyễn Minh Châu từ Sa Đéc ra Hà Nội làm việc, mang theo ông Thiện. Sau khi ông Châu trở về Sa Đéc thì gửi lại ông Thiện cho một người bạn ở Sơn Tây là Hoàng Xuân Khoát. Về sau, ông Thiện được ông Khoát nhận làm con và cho đổi sang họ Hoàng. Từ đó, ông Thiện và các con sau này đều mang họ Hoàng.

## Thời niên thiếu
Xuất thân trong gia đình Công giáo, vì vậy từ nhỏ ông đã chịu phép Thanh Tẩy và mang tên thánh Phêrô. Năm 1928, ông theo học tại trường tiểu học Gendreau. Ngay từ năm 8 tuổi, ông đã bắt đầu học nhạc với linh mục người Pháp P. Depautis (còn gọi là Cố Hương) và được tuyển vào ban hợp xướng Nhà thờ Lớn Hà Nội. Năm 1931, ông theo học bậc trung học tại trường dòng Lasan Puginier (còn gọi là trường Các sư huynh Dòng Thiện Giáo - Frères des Ecoles Chrétiennes de La Salle). Năm 1934, ông học nhạc dưới sự hướng dẫn của linh mục J. Bouis tại Tiểu chủng viện Thánh Phêrô Hoàng Nguyên ở Phú Xuyên, Hà Đông (nay thuộc Hà Nội), rồi sau đó là Đại chủng viện Xuân Bích (Saint Sulpice) ở Hà Nội.

## Bắt đầu sự nghiệp âm nhạc
Ngay từ khi còn học nhạc ở Đại chủng viện Xuân Bích, ông và nhóm sinh viên Đại chủng viện Xuân Bích Hà Nội đã nghĩ đến việc sáng tác những bài thánh ca Việt Nam theo thể loại mới. Từ đó, vào tháng 7 năm 1945, Nhạc đoàn Lê Bảo Tịnh được thành lập, do ông làm Đoàn trưởng. Trong suốt thời gian 30 năm, Nhạc đoàn đã có nhiều đóng góp cho nền âm nhạc Việt Nam, trong đó Hùng Lân cũng có phần không nhỏ. Thời gian này, ông bắt đầu dùng bút danh Nam Hoa, Lâm Thanh để sáng tác nhạc. Năm 1943, ông sáng tác nhạc phẩm Rạng đông, được giải thưởng của Hội Khuyến học Hà Nội. Năm 1944, ông sáng tác bài hát Việt Nam minh châu trời đông, được giải nhất kỳ thi Âm nhạc Toàn quốc trong năm đó. Tác phẩm này sau được Đảng Đại Việt dùng làm đảng ca.
Liên tiếp trong hai năm 1945 - 1946, mẹ rồi đến cha của Hùng Lân qua đời. Ông phải bỏ học để có điều kiện lo lắng cho gia đình vì các em còn nhỏ. Năm 1945, ông nhận dạy học ở trường Kẻ Giảng (nay thuộc huyện Thanh Liêm, tỉnh Hà Nam), cách Phủ Lý chừng 5, 6 cây số. Trong nhà thờ Kẻ Sở của vùng này, bấy giờ có một cây quản cầm (harmonium) rất tốt và ông thường dùng để sáng tác nhiều bài hát và về sau trở nên nổi tiếng. Cũng trong thời gian này, bút hiệu Hùng Lân ra đời, được ghép từ hai tên của người em thứ năm và thứ tám của ông. Sau đó, ông nhận làm giáo sư dạy âm nhạc tại trường Trung học Nguyễn Trãi Hà Nội.
Năm 1946, ông đã viết một bài hát hưởng ứng với tên gọi "Khỏe vì Nước". Bài hát nhanh chóng được phổ biến và trở thành bài hát chính cho phong trào thể dục thể thao. Ngày 26 tháng 5 năm 1946, nhân ngày hội khỏe đầu tiên của nước Việt Nam Dân chủ Cộng hòa, thanh niên và Tự vệ Thủ đô Hà Nội đã trình diễn bài thể dục đồng diễn trên nền bài Khỏe vì Nước. Từ đó, cái tên Hùng Lân trở nên nổi tiếng.
Khi cuộc Kháng chiến chống Pháp bùng nổ ở Hà Nội, ông cũng theo kháng chiến một thời gian. Tuy nhiên, vì hoàn cảnh gia đình, ông đành rời chiến khu trở về Hà Nội tiếp tục dạy học. Năm 1948, ông dạy âm nhạc ở Trường Chu Văn An, Hà Nội. Năm 1949, ông cho xuất bản sách dạy âm nhạc khai tâm và sơ đẳng gồm 2 tập, mang tên Cây Đàn Sống được Nhà xuất bản Thế giới Hà Nội ấn hành. Sau đó, ông tiếp tục cho ra đời các bộ sách Giáo khoa Âm nhạc cho lớp Đệ thất, Đệ lục, Đệ ngũ, Đệ tứ. Có thể nói ông là người đầu tiên soạn sách giáo khoa dạy âm nhạc trong nhà trường phổ thông.

## Hoạt động âm nhạc tại miền Nam
Sau Hiệp định Genève 1954, Hùng Lân di cư vào Nam làm giáo sư âm nhạc của trường Ca vũ nhạc Phổ thông Sài Gòn và cũng là trưởng ban Phát thanh Nha Tổng Giám đốc Thanh niên và Thể thao Sài Gòn. Từ năm 1957, ông là giáo sư dạy môn Ký xướng âm của Trường Quốc gia Âm nhạc và Kịch nghệ Sài Gòn. Cùng thời gian đó, ông ghi tên học và tốt nghiệp bằng Cử nhân Văn chương Pháp tại Đại học Văn khoa Sài Gòn năm 1963.
Cùng năm đó, ông về làm việc tại Trung tâm Học liệu, Bộ Quốc gia Giáo dục. Năm 1965, ông được bổ nhiệm chức Chủ sự Phòng Phát thanh Học đường, Trung tâm Học liệu, Bộ Quốc gia Giáo dục, Sài Gòn. Năm 1967-1968, ông được cử đi tu nghiệp một khóa ngắn hạn tại Hoa Kỳ về ngành giáo dục và truyền thông tại Đại học Syracuse, tiểu bang New York (Hoa Kỳ). Sau khi trở về Việt Nam, ông đã xây dựng chương trình Đố vui để học do Trung tâm Học liệu phát hình lần đầu vào năm 1969 trên Đài Truyền hình Việt Nam.
Từ năm 1971 cho đến năm 1975, ông về Trường Sư phạm thuộc Đại học Đà Lạt dạy môn Sư phạm Âm nhạc.

## Sự nghiệp cuối đời
Sau 1975, ông trở về tư gia tại đường Nguyễn Văn Thủ, Thành phố Hồ Chí Minh. Do có thời gian tham gia kháng chiến nhưng lại trở về, ông thường xuyên gặp phải sự nghi kỵ của nhiều quan chức trong chính quyền mới. Bài hát "Khỏe vì Nước" của ông một thời gian bị cấm vì là bài hát của "tên phản bội". Tuy nhiên, do uy tín quá lớn của ông và sự can thiệp của nhiều học trò cũ của ông, nên ông không bị làm khó dễ. Ông tiếp tục việc dạy nhạc và nghiên cứu âm nhạc tại tư gia cho đến tận khi qua đời ngày 17 tháng 9 năm 1986.

## Âm nhạc
Những sáng tác của Hùng Lân thường là các bản nhạc vui trẻ, như "Hè về", "Xóm nghèo"... Ông rất ít viết các bản tình cảm ủy mị, nhưng cũng để lại một vài bài như "Hận Trương Chi", "Sầu lữ thứ"...
Theo nhạc sĩ Phạm Duy, nhạc phẩm của Hùng Lân có thể tạm chia ra ba loại:
- Loại tình cảm cá nhân như "Sầu lữ thứ", "Hận Trương Chi"... Bài thứ hai không đặc sắc lắm vì đáng lẽ phải tả tình (anh Trương Chi hay cô Mỵ Nương) thì Hùng Lân chỉ tả cảnh.
- Loại tình cảm thiên nhiên như "Vườn xuân", "Trăng lên", "Một mùa xuân huyền ảo"... Tác giả là nhà mô phạm nên ca khúc không đủ lãng mạn tính của thời đại nên không quyến rũ người nghe.
- Loại kêu gọi thanh niên như "Rạng đông", "Tiếng gọi lên đường", "Hè về", "Khoẻ vì nước", "Mùa hợp tấu", "Việt Nam minh châu trời đông"... Về sau, những bài này được in ra trong hai nhạc tập mang tên Đời trai và Học sinh, dành riêng cho thanh, thiếu niên và nhi đồng, khi ông làm việc cho Trung tâm Học liệu của Bộ Quốc gia Giáo dục. Đây là loại ca khúc thành công nhất của Hùng Lân.

Theo tài liệu của gia đình và các bạn bè, Hùng Lân có khoảng 900 tác phẩm và rất nhiều bản đã bị thất truyền. Có thể kể ra một số bài nổi tiếng như "Rạng đông" được viết năm 1943, được giải thưởng Sáng tác của Hội Khuyến nhạc Hà Nội. "Việt Nam minh châu trời đông", được giải nhất kỳ thi Âm nhạc Toàn quốc năm 1944, được đề cử làm quốc ca của Việt Nam Cộng Hòa. Cùng các ca khúc như "Khoẻ vì nước", "Cô gái Việt'"...
Về thánh ca, ngoài tác phẩm "Ca vang lời Chúa 1, 2 và 3", nhạc sĩ Hùng Lân còn 80 bài Thánh Vịnh ứng tác. Ông cũng là người khởi xướng và phát huy phong trào dùng tiếng Việt trong thánh ca. Ông chính là người viết lời Việt cho bài "Silent Night" nổi tiếng với tên "Đêm thánh vô cùng". Năm 1945, Hùng Lân người sáng lập Ca đoàn Lê Bảo Tịnh tại Hà Nam.
Ông cũng viết khá nhiều nhạc cho nhi đồng, nổi tiếng là những bài "Em yêu ai", "Thằng Tí sún", "Con cò", "Ông trăng thu"... Tập nhạc Vui ca lên là nhạc Hùng Lân biên soạn cho thiếu nhi. Nhạc sĩ Hùng Lân cũng đã phụ trách chương trình Phát thanh Học đường cho trẻ em, thiếu niên ở đài phát thanh Sài Gòn VTVN.
Nhạc sĩ Hùng Lân cũng là người nghiên cứu, viết nhiều cuốn sách về âm nhạc. Có thể nói ông là người đầu tiên soạn sách giáo khoa dạy âm nhạc trong nhà trường phổ thông. Theo một bài báo trên của tờ Thanh Niên: "Một trong những người tham khảo tài liệu nhiều nhất để soạn nhạc lý là nhạc sĩ Hùng Lân để nghiên cứu đề xuất một phương pháp mới dạy nhạc cho thanh niên vào năm 1979".

## Tác phẩm

### Sách 1970: Tìm hiểu dân nhạc Việt Nam
- 1971: Nhạc ngữ Việt Nam
- 1972: Tìm hiểu dân ca Việt Nam (giải nhất Biên khảo Nghệ thuật)
- 1973: Vui Ca Lên 1 và 2
- 1975-1986: Nhạc lý tân biên (Di cảo)

Sách giáo khoa âm nhạc của giáo sư Hùng Lân đã xuất bản:
- 1952: Giáo khoa âm nhạc (giải thưởng Bộ Quốc gia Giáo dục Việt Nam Cộng Hòa)
- 1960: Nhạc lý toàn thư
- 1964: Hỏi và đáp nhạc lý, nhạc hòa âm và nhạc đơn điệu
- 1974: Thuật sáng tác ca khúc, Sư phạm âm nhạc thực hành

Ngoài ra ông còn soạn 100 bài viết cho phong cầm (Accordion) độc tấu hay đệm nhạc.

### Ca khúc
- Cô gái Việt
- Em yêu ai (1963)
- Hận Trương Chi
- Hè về (1945)
- Khỏe vì nước (1946)
- Lính mới tò te
- Luống cà mạch sống
- Một mùa xuân huyền ảo
- Mùa hợp tấu
- Nhân dân cách mạng
- Nhớ rừng
- Rạng đông
- Sầu lữ thứ
- Thằng "Tí Sún" (1964)
- Tiếng gọi lên đường
- Trăng lên
- Tơ vương
- Việt Nam minh châu trời đông (Quốc ca của Đế quốc Việt Nam)
- Vườn xuân
- Xóm nghèo

### Thánh ca
- Ai lên núi Chúa
- Cao vời khôn ví
- Chúa sống trong tôi
- Con nay trở về
- Con vươn hồn lên
- Có bao giờ
- Dâng hồn xác
- Đồng cỏ tươi
- Hai người tiên phong
- Hãy tiếp nhận con
- Hoan ca Phục Sinh
- Lên núi Sion
- Mẹ là mùa xuân
- Một giọt sương
- Nguyện cầu Thánh Linh
- Thắp ngọn nến hồng
- Thầy là cây nho
- Tôi không còn cô đơn
- Trèo lên cao sơn
- Trên núi Cây Dầu
- Vinh quang Chúa
- Vườn địa đàng
- Xin chỉ cho con
- Xin Thánh Thần

## Vinh danh
Ngày 16 tháng 9 năm 2012, tại Nhà thờ Thánh Phanxicô Đa Kao (50 Nguyễn Đình Chiểu, phường Đakao, Quận 1, Sài gòn) đã diễn ra Thánh lễ tưởng niệm cố Nhạc sĩ Hùng Lân và chương trình "Sáu Mươi Năm Ngợi Ca Thiên Chúa" của người nhạc sĩ Công giáo tài hoa này.